# Shoichiro Hirata
Shoichiro Hirata (平田祥一郎 Hirata Shoichiro?, nac. año 1969) es un exempleado de Konami que trabajaba contribuyendo musicalmente tanto dentro como fuera de Bemani. Él solía ser un colaborador frecuente de beatmania IIDX y también de Dance Dance Revolution durante su mandato, y también compuso algunas canciones para Pop'n music.
Shoichiro dejó Konami en 2003 para trabajar en Hello! Project y en el grupo Avex, sin embargo, regresó temporalmente como artista encargado en 2006 y 2007 para escribir algunas canciones nuevas para Bemani. Luego compuso una sola canción para el videojuego de konami Walk It Out! para Nintendo Wii, que fue trasladado posteriormente en Dance Dance Revolution Classroom Edition, y más tarde compuso música para Tokimeki Restaurant (ときめきレストラン☆☆☆?) y ダンキラ!!! - Boys, be DANCING! (Dankira!!!?).
Fuera de Bemani, Shoichiro ha contribuido en algunas pistas de audio recientemente para maimai, juego arcade de SEGA, y CROSSxBEATS.

## Música principal
La lista muestra las canciones que fueron creadas por el mismo autor y también con los artistas que trabajó para su elaboración (solo en Bemani):

### Dance Dance Revolution
- Share My Love(Julie ann Frost)
- Groove (Sho-T feat. Blenda)
  - Groove 2001 (Sho-T feat. Blenda)
- A Stupid Barber (Sho-T)
- Scorching Moon (Shawn the Horny Master)
- I Need You -True Platinum Mix-
- Fly away (ChiyoTia)
  - Fly away -mix del matador- (Shawn the Horny Master feat. ChiyoTia)
- This Beat Is.....

### Beatmania IIDX
- GIRIGIRI DADDY
- Nothing Ain't Stoppin' Us
- Give Me A Sign (Shoichiro Hirata feat. "Red")
- M-02stp.ver1.01
- Bad Routine (D.J. Spugna)
- AVE DE RAPINA (Shawn The Horny Master)
- Luv 2 Feel Your Body
- Hormiga obrera (Shawn The Horny Master)
- The Biggest Roaster (D.J. Spugna)
- 真夏の花・真夏の夢 (Sana)
- Toxic (WaveGroup/Shoichiro Hirata)
- You Really Got Me (WaveGroup/Shoichiro Hirata)
- Crazy K.I.N.O.
- With your Smile (Shoichiro Hirata plus Junko Hirata)

### Pop'n music
- S・S・L 〜スーパー・スペシャル・ラブ〜 (Shoichiro Hirata feat. Yumi Kawamura)
- Can't Stop My Love (Yumi Kawamura)
- 会社はワタシで廻ってる!? (新谷さなえ)
  - 愛車はタワシで洗ってる!? (すわひでお)
- ドキドキ妄想空回りシンドローム
- Always (Shoichiro Hirata feat. (RayZY)
- FU-FA (Sana＋MIKI-CHANG＋Shoichiro)
- オトメ聖戦タクティクス

### jubeat
- CHEAT DANCER - short ver - X.I.P.
- Show up ! - short ver - 3 Majesty